# باتريك مبارك
باتريك مبارك هو ممثل ومؤدي صوت لبناني شارك في العديد من المسلسلات وله أعمال في الدوبلاج.

## عن حياته
شارك في العديد من المسلسلات وله أعمال في الدوبلاج .

## أعماله

### أفلام
- عالخط (قصير)
- القنينة السحرية
- كنز قارون

### تلفاز
- الغالبون
- دعوة إلى المجهول
- أنا وأنت والانترنت
- غريبة
- رجل من الماضي
- صور ضائعة
- بوح السنابل
- ذهاب وعودة

### في الدوبلاج
- ثانوية الاستخبارات
- دكتور هو - روري ويليامز

## وصلات خارجية
- باتريك مبارك على موقع IMDb (الإنجليزية)
- باتريك مبارك على موقع قاعدة بيانات الأفلام العربية